# Pavel Boubelnikov
Pavel Aaronovitch Boubelnikov (en russe : Па́вел Аро́нович Бубе́льников ; né le 9 octobre 1944), est un chef d'orchestre russe.

## Biographie
Boubelnikov étudie pendant dix ans à l'école musicale du conservatoire de Léningrad. Il est notamment élève de la classe de piano de T. Roumchevitch. Il entre ensuite à la faculté du conservatoire de Léningrad en classe de piano, auprès de Pavel Serebriakov, puis entre en classe de direction d'orchestre auprès du professeur Ilia Moussine.
Il devient chef d'orchestre au petit théâtre d'opéra et de ballet, ou théâtre Michel de Saint-Pétersbourg. Son répertoire de 1968 à 1993 comprend plus de quatre-vingts spectacles. Il a organisé aussi avec Alexandre Petrov, directeur du théâtre musical Zazerkalé, depuis 1987 des concerts et des spectacles, comme Medium de Gian Carlo Menotti, 'L'elisir d'amore de Donizetti, L'Histoire du soldat d'Igor Stravinsky et Charles Ferdinand Ramuz, La Bohème de Puccini, Porgy and Bess de Gershwin, etc.
Il dirige aussi l'orchestre philharmonique de Saint-Pétersbourg, l'orchestre national académique de Saint-Pétersbourg, les orchestres d'Ekaterinbourg, Kichinev, Minsk, Vilnius, ou de Kharkov. Il a dirigé Le Trouvère de Verdi à Tbilissi, Medium de Menotti à Boston, Cendrillon de Prokofiev à Athènes, etc.
Boubelnikov a effectué des tournées au Japon, aux États-Unis, en Italie, en Allemagne et dans d'autres pays.
Il a reçu la distinction d'artiste du Peuple de Russie en 2005.
Depuis 2005, Boubelnikov est chef d'orchestre invité au théâtre Mariinsky. Il a reçu le Masque d'or en 2009, en tant que meilleur chef d'orchestre d'opéra de Russie, pour Cendrillon de Rossini.